# Manzanillo, Cuba
Manzanillo este un oraș din provincia Granma, Cuba.